# Impasse Calmels
L'impasse Calmels est une voie située dans le quartier des Grandes-Carrières du 18e arrondissement de Paris.

## Situation et accès
L'impasse Calmels est une voie publique située dans le 18e arrondissement de Paris. Elle débute au 18, rue du Pôle-Nord et se termine en impasse.

## Origine du nom

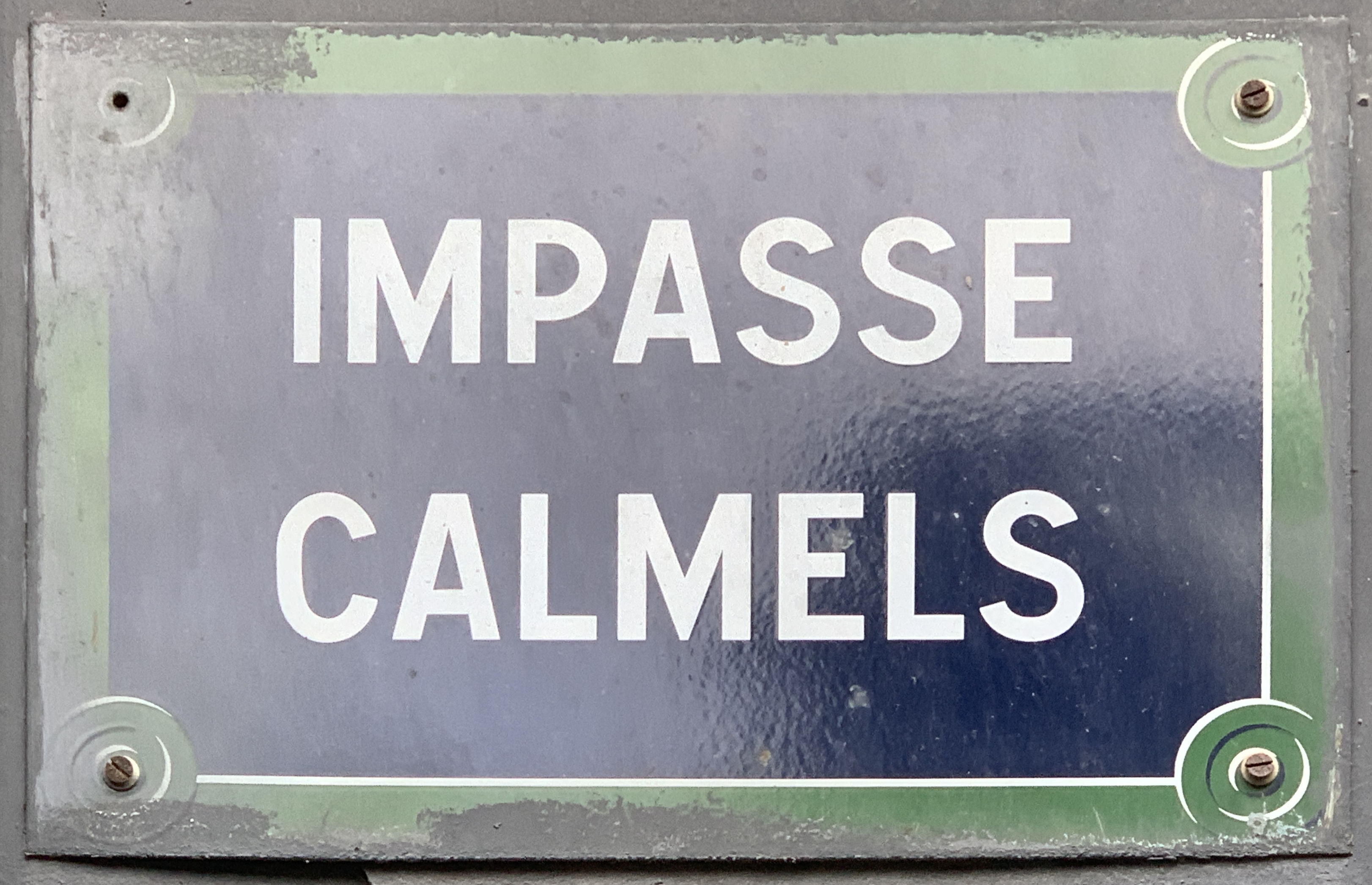
Plaque de l'impasse.

La rue tire son nom de celui de M. Calmels, propriétaire des terrains sur lesquels la voie fut ouverte, comme la rue Calmels voisine.

## Historique
Il s'agissait à l'origine d'une voie privée.
Cette voie publique est classée dans la voirie parisienne par un arrêté municipal du 18 février 1994.